# Heinrich Wenke (Politiker, 1908)
Heinrich Wenke (* 4. August 1908; † 7. Dezember 1964) war ein Bremer Politiker (SPD) und Mitglied der Bremischen Bürgerschaft.  

## Biografie
Wenke kam aus Bremerhaven. Er war Mitglied der SPD.
Vom Februar bis Oktober 1947 war er für Bremerhaven Mitglied der ersten gewählten Bremischen Bürgerschaft und in Deputationen der Bürgerschaft tätig. 